# Asienspiele 2022/Hockey
Bei den Asienspielen 2022 wurden vom 24. September bis 7. Oktober 2023 insgesamt zwei Turniere im Hockey ausgetragen, davon je eines bei den Männern und bei den Frauen. Austragungsort war das Gongshu Canal Sports Park Field Hockey Field.
Die jeweiligen Sieger qualifizierten sich für die Olympischen Sommerspiele 2024 in Paris.

## Bilanz

### Medaillenspiegel
| Platz  | Land     | Gold | Silber | Bronze | Gesamt |
| ------ | -------- | ---- | ------ | ------ | ------ |
| 1      | Indien   | 1    | —      | 1      | 2      |
| 2      | China    | 1    | —      | —      | 1      |
| 3      | Südkorea | —    | 1      | 1      | 2      |
| 4      | Japan    | —    | 1      | —      | 1      |
| Gesamt | Gesamt   | 2    | 2      | 2      | 6      |

### Medaillengewinner
| Disziplin | Gold | Silber | Bronze |
| --------- | --- | --- | --- |
| Männer    | IndienAbhishek Amit Rohidas Gurjant Singh Hardik Singh Harmanpreet Singh Jarmanpreet Singh Krishan Pathak Lalit Upadhyay Mandeep Singh Manpreet Singh Nilakanta Sharma P. R. Sreejesh Sanjay Shamsher Singh Sukhjeet Singh Sumit Varun Kumar Vivek Prasad | JapanRaiki Fujishima Kentaro Fukuda Ryōsei Kato Kosei Kawabe Yamato Kawahara Takumi Kitagawa Genki Mitani Yuma Nagai Ken Nagayoshi Takuma Niwa Masaki Ohashi Ryoma Ooka Taiki Takade Kaito Tanaka Seren Tanaka Shōta Yamada Manabu Yamashita Takashi Yoshikawa | SüdkoreaHwang Tae-il Jang Jong-hyun Jeong Jun-woo Ji Woo-cheon Jung Man-jae Kang Young-bin Kim Hyeong-jin Kim Jae-hyeon Kim Jung-hoo Kim Sung-hyun Lee Hye-seung Lee Jung-jun Lee Ju-young Lee Nam-yong Lee Seung-hoon Park Cheo-leon Son Da-in Yang Ji-hun           |
| Frauen    | ChinaYe Jiao Gu Bingfeng Yang Liu Li Jiaqi Zhang Ying Chen Yi Ma Ning Liang Meiyu Huang Haiyan Li Hong Ou Zixia Dan Wen Zou Meirong Zhang Xiaoxue He Jiangxin Chen Yang Zhong Jiaqi Li Xinhuan                                                            | SüdkoreaSeo Jung-eun An Hyo-ju Kang Ji-na Cheon Eun-bi Cho Hye-jin Kim Min-jeong Cho Eun-ji Lee Yu-ri Choi Su-ji Kim Jeong-ihn Seo Su-young Park Seung-ae Baek Ee-seul Kim Eun-ji An Su-jin Pak Ho-jeong Lee Jin-min Kim Eun-ji                                | IndienDeep Grace Ekka Monika Malik Sonika Tandi Nikki Pradhan Bichu Devi Kharibam Savita Punia Sangita Kumari Nisha Warsi Vandana Katariya Udita Duhan Lalremsiami Navneet Kaur Sushila Chanu Salima Tete Neha Goyal Ishika Chaudhary Deepika Kumari Vaishnavi Phalke |